# Elecciones generales de España de 1834
Las elecciones generales de España de 1834 se celebraron para elegir la composición de las primeras Cortes Generales durante el Reinado de Isabel II el 30 de junio de 1834.

## Antecedentes
Después de la muerte de Fernando VII en septiembre de 1833, María Cristina, como reina gobernadora y regente durante la minoría de edad de Isabel II, renovó la confianza al gabinete Cea Bermúdez, que, en octubre de 1833, publicó un manifiesto en el que se proclamó defensor de la monarquía absoluta, al tiempo que ofrecía mejorar la gestión gubernamental mediante reformas administrativas ajenas a cualquier transformación política. Dichas reformas vendrían impulsadas por el Ministerio de Fomento, de reciente creación, ocupado desde octubre de 1833 por Francisco Javier de Burgos, reconocido reformista ilustrado, jovellanista y afrancesado, llevó a cabo en muy pocos meses la división provincial.
El Manifiesto de Cea no contentó ni a los liberales ni a la amalgama de realistas, absolutistas y carlistas. Los inicios de la Primera Guerra Carlista tuvieron lugar ya en el propio mes de septiembre y comienzos de octubre. Con un gobierno que contaba con escasos apoyos y sin los fondos necesarios para reorganizar un Ejército, la situación impuso a la reina gobernadora un cambio decisivo. Algunas personalidades que despachaban habitualmente con María Cristina se declararon explícitamente favorables a la convocatoria de Cortes. En enero de 1834 llamó a Martínez de la Rosa, primero como ministro de Estado y poco después como presidente del Consejo, para formar un nuevo gabinete con el objeto de elaborar un régimen constitucional aceptable para la Corona, que renunciaría al poder exclusivo de la Reina.
En el país se vivía un ambiente de clara tensión. Los propios liberales estaban muy lejos de aceptar un modelo uniforme. Todo ello coincidía con una guerra que sobre todo afectaba a las provincias del norte. Los carlistas contaban con un considerable apoyo en otras partes de España. Además había una oposición militar y social, que se oponía al liberalismo encarnado por María Cristina. Martínez de la Rosa ya durante el Trienio se había mostrado como liberal moderado, partidario de revisar la Constitución de 1812 y de ampliar el poder de la Corona llegando a un acuerdo con ella. Liberal doctrinario, en todo caso parlamentarista, en el relativamente corto periodo de un año y medio como presidente de Gobierno (entre enero de 1834 y junio de 1835) trató de impulsar el Estatuto Real, sancionado el 10 de abril de 1834. Mediante el Real Decreto de 20 de mayo se convocaron las elecciones a Cortes. El 24 de julio de 1834 se constituyeron las primeras Cortes con un discurso de María Cristina, probablemente redactado por Martínez de la Rosa.

## Sistema electoral

### Derecho a voto
Según el Estatuto Real el sufragio era censitario: solo se permitió el voto a los mayores contribuyentes y a los miembros de los ayuntamientos. 

### Elegibilidad
Para ser elegido, aparte de cumplir los requisitos de elector, había que ser varón, mayor de 30 años, ser natural de la provincia, haber vivido por lo menos un año en ella y poder demostrar capacidad económica o intelectual.

### Método de elección
Para la elección de los diputados se utilizó el sistema de voto mayoritario en 48 circunscripciones con más de un diputado y una con uno solo. El decreto de 20 de mayo de 1834 articuló el procedimiento electoral mediante el sufragio restringido, censitario (masculino), secreto, igual, personal, e indirecto (de segundo grado), a través de la Junta de partido y de provincia, plurinominal, con las provincias como circunscripciones, que se sustentaba en un reducido cuerpo electoral, contrario a los deseos de soberanía nacional de los liberales más progresistas.

## Resultados

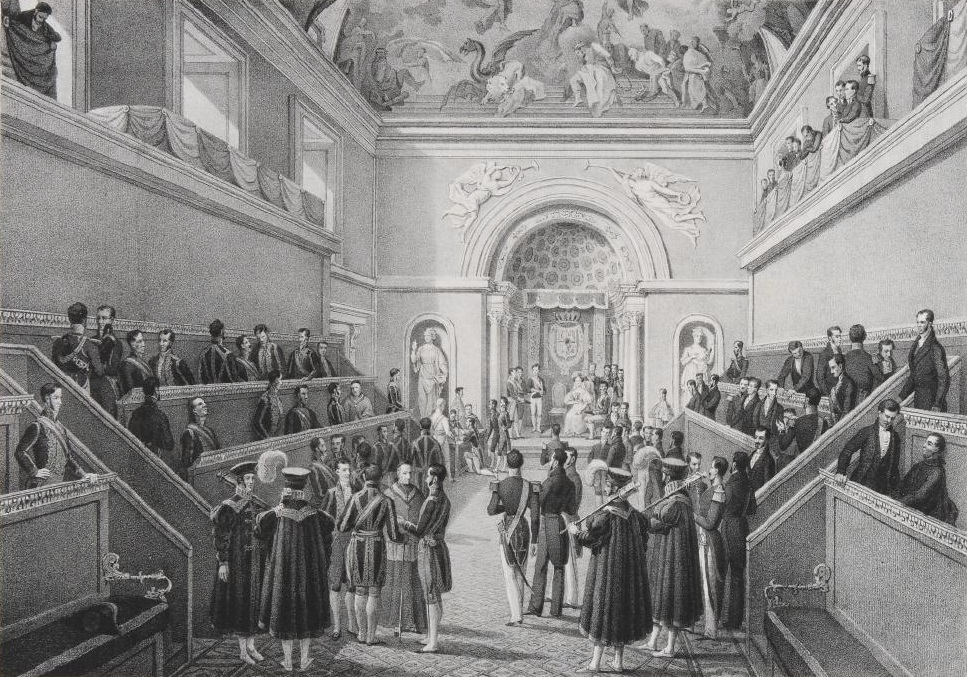
Apertura de las sesiones de las Cortes del Estatuto Real por la regente María Cristina de Borbón el 24 de julio de 1834. Léon Auguste Asselineau, Museo del Romanticismo, Madrid.

### Estamento de Procuradores
| Partido                                                     | Partido             | Tendencia               | Escaños | %    | Votos | % |         | Diferencia |
| ----------------------------------------------------------- | ------------------- | ----------------------- | ------- | ---- | ----- | - | ------- | ---------- |
|                                                             | Partido Moderado    | Liberalismo doctrinario | 111     | 59%  | -     | - | 111/188 | Nuevo      |
|                                                             | Partido Progresista | Liberalismo democrático | 77      | 41%  | -     | - | 77/188  | Nuevo      |
| Total                                                       | Total               |                         | 188     | 100% | -     | - | 188/188 |            |
| Fuente: Carreras y Tafunell (Coords.) (2005), p. 1089-1091. |                     |                         |         |      |       |   |         |            |